# (523693) 2014 FT71
(523693) 2014 FT71 ist ein großes transneptunisches Objekt im Kuipergürtel, das bahndynamisch als Scattered Disc Object oder als Cubewano eingestuft wird. Aufgrund seiner Größe ist der Asteroid ein Zwergplanetenkandidat.

## Entdeckung
2014 FT71 wurde am 24. März 2014 von Scott Sheppard und Chad Trujillo mit dem 4,0-m-Teleskop am Cerro-Tololo-Observatorium entdeckt, was durch das 6,5-m-Magellan-Baade-Teleskop des Las-Campanas-Observatoriums am 2. Mai 2014 bestätigt wurde. Die Entdeckung wurde am 6. Mai 2015 bekanntgegeben, der Planetoid erhielt am 25. September 2018 die Kleinplanetennummer 523693.
Nach seiner Entdeckung ließ sich 2014 FT71 auf Fotos bis zum 26. Februar 2010, die im Rahmen des Pan-STARRS-Programmes am Haleakalā-Observatorium (Maui) gemacht wurden, zurückgehend identifizieren und so seinen Beobachtungszeitraum um 4 Jahre verlängern, um so seine Umlaufbahn genauer zu berechnen. Im Oktober 2018 lagen insgesamt 95 Beobachtungen über einen Zeitraum von 8 Jahren vor. Die bisher letzte Beobachtung wurde im Mai 2017 ebenfalls im Rahmen des Pan-STARRS-Projektes durchgeführt. (Stand 21. Februar 2019)

## Eigenschaften

### Umlaufbahn
2014 FT71 umkreist die Sonne in 289,13 Jahren auf einer leicht elliptischen Umlaufbahn zwischen 37,53 AE und 49,92 AE Abstand zu deren Zentrum. Die Bahnexzentrizität beträgt 0,142, die Bahn ist 27,93° gegenüber der Ekliptik geneigt. Derzeit ist der Planetoid 47,56 AE von der Sonne entfernt. Das Perihel durchläuft er das nächste Mal 2117, der letzte Periheldurchlauf dürfte also im Jahre 1827 erfolgt sein.
Marc Buie (DES) klassifiziert den Planetoiden als SDO, während das Minor Planet Center ihn allgemein als «Distant Object» und als Nicht-SDO einordnet. Das Johnston’s Archive führt ihn dagegen als Cubewano auf, wobei er zu den bahndynamisch «heißen» klassischen KBO gehören würde.

### Größe und Rotation
Derzeit wird von einem Durchmesser von etwa 490 km ausgegangen, basierend auf einem Rückstrahlvermögen von 7 % und einer absoluten Helligkeit von 5,1 m. Die scheinbare Helligkeit von 2014 FT71 beträgt 21,82 m.
Da anzunehmen ist, dass sich 2014 FT71 aufgrund seiner Größe im hydrostatischen Gleichgewicht befindet und somit weitgehend rund sein muss, sollte er die Kriterien für eine Einstufung als Zwergplanet erfüllen. Mike Brown geht davon aus, dass es sich bei 2014 FT71 um möglicherweise einen Zwergplaneten handelt.
| Jahr                                         | Abmessungen km | Quelle   |
| -------------------------------------------- | -------------- | -------- |
| 2018                                         | 443,0          | Johnston |
| 2018                                         | 490,0          | Brown    |
| Die präziseste Bestimmung ist fett markiert. |                |          |